# NGC 7494
NGC 7494 is een elliptisch sterrenstelsel in het sterrenbeeld Waterman. Het hemelobject werd op 24 september 1864 ontdekt door de Duitse astronoom Albert Marth.

## Synoniemen
- ESO 535-5
- MCG -4-54-7
- PGC 70568